# Leger
 Denne artikel omhandler overvejende eller alene danske forhold. Hjælp gerne med at gøre artiklen mere almen.
Leger (oldnordisk leikari, sv. lekare) er den gamle betegnelse for spillemand og for gøgler; det forekommer tidligst i Vikingetiden (ved
Harald Hårfagers hof), men får langt større betydning ned i Middelalderen ved det store antal af udenlandske legere, der lejlighedsvis vandrede gennem de nordiske lande.
Ved hofferne fik de fra 12. århundrede stærkt indpas, ligeledes ved
markeder og ved alle større gilder; gaverne
til dem kunne være ret betydelige, »der var
ikke Guld for Leger spart«, hedder det ofte i
folkeviserne. På den anden side var deres
stilling hverken tryg eller anset; at banke en leger
medførte ikke straf, og selv bøderne for legers
drab eller sår var forsvindende små,
undertiden nærmest skæmtende. En uvilje mod leger
kommer tidlig til orde fra vennerne af det gamle
kæmpeliv (sagnene om Starkad og kong
Hugleik, og hos Saxo og flere islandske skjalde i 12. århundrede),
men hindrede ikke deres stigende yndest.
Det har været fremhævet i nyere tid at leger
spillede en rolle som overførere af den franske og
tyske ridderdigtning til Norden. Men selve de
nordiske kilder antyder intet i den retning,
»leger« og »sanger« er bestemte adskilte
begreber; og legers samfundsstilling svarede ikke til
de bedste franske jongleurs eller tyske Spielmänner.
Ned imod Middelalderens slutning var leger dog af
indført byrd og foredrog helgenviser og
folkepoesi ved gilderne.